# Cutie toracică
Cutia toracică (în latină thorax), sau coșul pieptului, este o parte din schelet formată din coaste, stern și o parte din coloana vertebrală. Cavitatea interioară formată de thorax se numește în latină Cavum thoracis. În cavitatea toracică se află ca organe principale inima și pulmonul (plămânul). Cavitatea toracică este separată de cavitatea abdominală prin diafragmă, care este mușchiul respirator principal.

## Structură

Cutie toracică umană - scanare CT (proiecție paralelă (stânga) și proiecție de perspectivă (dreapta)).

Coastele sunt descrise în funcție de localizarea și legătura lor cu sternul. Toate coastele sunt atașate posterior la vertebra toracicăe și sunt numerotate în consecință de la unu la doisprezece. Coastele care se articulează direct cu sternul se numesc „coaste adevărate”, în timp ce cele care nu se articulează direct sunt denumite „coaste false”. „Coastele false” includ coastele plutitoare (unsprezece și doisprezece) care nu sunt deloc atașate la stern.